# Apolysis
Apolysis is een vliegengeslacht uit de familie van de wolzwevers (Bombyliidae). De wetenschappelijke naam van het geslacht werd voor het eerst geldig gepubliceerd in 1860 door Loew.

## Soorten
De volgende soorten zijn bij het geslacht ingedeeld: (nog niet compleet)

- Apolysis acrostichalis (Melander, 1946)
- Apolysis albella Zaitzev, 1972
- Apolysis albopilosa (Cole, 1923)
- Apolysis analis (Melander, 1946)
- Apolysis andalusiaca (Strobl, 1898)
- Apolysis anomalus (Hesse, 1975)
- Apolysis anthonoma (Melander, 1946)
- Apolysis aperta Melander, 1946
- Apolysis arcostichalis (Melander, 1946)
- Apolysis arenicola Tabet, 1979
- Apolysis ater (Cresson, 1915)
- Apolysis atra (Cresson, 1915)
- Apolysis barri (Tabet, 1979)
- Apolysis beijingensis (Yang & Yang, 1994)
- Apolysis bicolor (Melander, 1946)
- Apolysis bifarius (Melander, 1946)
- Apolysis bilineata (Melander, 1946)
- Apolysis bivittatus (Cresson, 1915)
- Apolysis brachycera Hesse, 1975
- Apolysis brevirostris Hesse, 1938
- Apolysis capax (Coquillett, 1892)
- Apolysis capicola Hesse, 1975
- Apolysis chalybea (Melander, 1946)
- Apolysis cincturus (Coquillett, 1894)
- Apolysis cinerea (Séguy, 1926)
- Apolysis cingulata Hesse, 1938
- Apolysis cockerelli (Melander, 1946)
- Apolysis colei (Melander, 1946)
- Apolysis comosa (Melander, 1946)
- Apolysis corollae Greathead, 1966
- Apolysis crisis Evenhuis, 1990
- Apolysis disjuncta Melander, 1946
- Apolysis dissimilis (Melander, 1946)
- Apolysis distincta (Melander, 1946)
- Apolysis divisus (Melander, 1946)
- Apolysis dolichorostris Evenhuis & Greathead, 1999
- Apolysis dolorosa (Melander, 1946)
- Apolysis druias Melander, 1946
- Apolysis efflatouni (Venturi, 1948)
- Apolysis elbae (Efflatoun, 1945)
- Apolysis elegans (Hesse, 1938)
- Apolysis eremitis (Melander, 1946)
- Apolysis eremophila Loew, 1873
- Apolysis fasciolus (Coquillett, 1892)
- Apolysis flavifemoris (Hesse, 1975)
- Apolysis flavipes (Efflatoun, 1945)
- Apolysis flavipleura (Bowden, 1964)
- Apolysis forbesi Evenhuis & Hall, 1983
- Apolysis formosa (Cresson, 1915)
- Apolysis fumalis Hesse, 1938
- Apolysis fumata (Greathead, 1966)
- Apolysis fumipennis (Loew, 1844)
- Apolysis funatus (Greathead, 1966)
- Apolysis galba Yao, Yang, Evenhuis & Gharali, 2010
- Apolysis glabrifrons Gharali & Evenhuis, 2010
- Apolysis glauca Melander, 1946
- Apolysis gobiensis (Zaitzev, 1975)
- Apolysis hesseana Evenhuis, 1990
- Apolysis hessei Gibbs, 2023
- Apolysis hirtella Hesse, 1975
- Apolysis humbug (Evenhuis, 1985)
- Apolysis humilis Loew, 1860
- Apolysis instabilis (Melander, 1946)
- Apolysis irwini Hall, 1976
- Apolysis knabi (Cresson, 1915)
- Apolysis lactearia Hesse, 1975
- Apolysis langemarki (François, 1969)
- Apolysis lasius (Melander, 1946)
- Apolysis leberi Evenhuis, 1983
- Apolysis linderi Hesse, 1962
- Apolysis longirostris (Melander, 1946)
- Apolysis loricatus (Melander, 1946)
- Apolysis lugens (Melander, 1946)
- Apolysis maculata (Melander, 1946)
- Apolysis magister Melander, 1947
- Apolysis maherniaphila Hesse, 1938
- Apolysis major Zaitzev, 1975
- Apolysis marginata (Brunetti, 1909)
- Apolysis maskali Greathead, 1966
- Apolysis matutina (Melander, 1946)
- Apolysis melanderella Evenhuis, 1990
- Apolysis melanderi Gibbs, 2023
- Apolysis minuscula Hesse, 1975
- Apolysis minutissima Melander, 1946
- Apolysis mitis (Cresson, 1915)
- Apolysis mohavea Melander, 1946
- Apolysis montana (Melander, 1946)
- Apolysis monticola Hesse, 1975
- Apolysis montivaga François, 1969
- Apolysis mus (Bigot, 1886)
- Apolysis namaensis (Hesse, 1938)
- Apolysis nauseosa (Tabet, 1979)
- Apolysis neuter (Melander, 1946)
- Apolysis nigricans (Tabet & Hall, 1987)
- Apolysis obscura (Cresson, 1915)
- Apolysis oreophila Hesse, 1975
- Apolysis ornata (Engel, 1932)
- Apolysis palpalis (Melander, 1946)
- Apolysis pannea (Melander, 1946)
- Apolysis parkeri (Melander, 1946)
- Apolysis parvula (Efflatoun, 1945)
- Apolysis petiolata Melander, 1946
- Apolysis polius (Melander, 1946)
- Apolysis puberula (Hesse, 1975)
- Apolysis pulcher (Melander, 1946)
- Apolysis pulchra Melander, 1946
- Apolysis pullata (Melander, 1946)
- Apolysis pusilla (Paramonov, 1929)
- Apolysis pusilloides Gharali & Evenhuis, 2010
- Apolysis pygmaeus (Cole, 1923)
- Apolysis quebradae Hall, 1976
- Apolysis quinquenotata (Johnson, 1904)
- Apolysis retrorsa (Melander, 1946)
- Apolysis rubriventris Paramonov in Hull, 1973
- Apolysis scapularis (Melander, 1946)
- Apolysis scapulata (Melander, 1946)
- Apolysis sedophila (Brunetti, 1909)
- Apolysis semiflava Hesse, 1975
- Apolysis seminitens Hesse, 1975
- Apolysis setosa (Cresson, 1915)
- Apolysis sigma (Coquillett, 1902)
- Apolysis sipho (Melander, 1946)
- Apolysis speculifera (Melander, 1946)
- Apolysis stuckenbergi Hesse, 1975
- Apolysis superba (Engel, 1933)
- Apolysis szappanosi Papp, 2005
- Apolysis thamnophila Hesse, 1975
- Apolysis thornei Hesse, 1938
- Apolysis timberlakei Melander, 1946
- Apolysis togata (Melander, 1946)
- Apolysis tomentosa (Engel, 1932)
- Apolysis trifida (Melander, 1946)
- Apolysis triseritella Hesse, 1975
- Apolysis trochila (Coquillett, 1894)
- Apolysis trochilides (Williston, 1901)
- Apolysis turkmenicus (Paramonov, 1947)
- Apolysis volkovitshi (Zaitzev, 1996)
- Apolysis xanthogaster Hesse, 1938
- Apolysis zaitzevi Evenhuis, 1990
- Apolysis zzyzxensis (Evenhuis, 1985)
- Apolysis monticola Hesse, 1975
- Apolysis montivaga François, 1969